# Lucjan Cylkowski
Lucjan Cylkowski (ur. 23 maja 1907 w Zimnych Zdrojach, zm. 12 lipca 1944 w Stutthof) – polski harcmistrz.

## Życiorys
Był synem Stanisława, właściciela niewielkiego gospodarstwa rolnego, i Marty z Makowskich. Ukończył szkołę powszechna w Liniewie. W 1927 r. zdał maturę w seminarium nauczycielskim w Kościerzynie, po czym podjął pracę nauczyciela geografii i przyrody w szkole w Pucku.
W 1930 r. otrzymał posadę w Szkole Podstawowej nr 1 w Gdyni (dziś gimnazjum nr 1 im. Harcerzy drugiej Rzeczypospolitej). Po ukończeniu kursu podharcmistrzowskiego założył przy niej drużynę harcerską, która stała się jedną z lepszych drużyn w Gdyni. Co roku organizował obozy, które bardzo przyciągały młodych chłopców. W 1938 r. Lucjan Cylkowski został harcmistrzem oraz został mianowany komendantem Hufca Gdynia za swoje zasługi.
W 1935 ożenił się z Heleną Madsen – Dunką, której ojciec był pracownikiem firmy budującej falochrony w gdyńskim porcie. W sierpniu 1939 żona Cylkowskiego wraz z 2 córkami wyjechała do Danii, za to harcmistrz Cylkowski pozostał w Polsce, by zająć się przygotowaniem swoich harcerzy do służby w obronie przeciwlotniczej, pomocy sanitarnej, a także ochotniczym oddziale bojowym.
W czasie okupacji pracował w warsztacie szewskim Lehmanna. W 1939 został komendantem Harcerstwa Podziemnego na obszar powiatów Gdynia, Kościerzyna, Puck, Starogard, Tczew i Wejherowo, a w 1940 r. został mianowany komendantem Hufca Szarych Szeregów w Gdyni. Do zadań Lucjana należała organizacja łączności na trasie Gdynia – Bydgoszcz, Gdynia – Warszawa, Gdynia – Sztokholm. Dostarczał bardzo ważne informacje, jak położenie bazy Kriegsmarine oraz o ruchach okrętów niemieckich.
We wrześniu 1942 r. Cylkowski został aresztowany przez obserwujące go od dawna Gestapo, które znalazło w jego miejscu pracy plany remontowanego w Gdyni pancernika Gneisenau. Pomimo przesłuchiwań i torturowania nie wydał nikogo ani żadnych informacji. W 1943 został skazany na śmierć, lecz na skutek interwencji konsula Danii i/lub spokrewnionego, wysokiego stopniem oficera niemieckiego, a także dzięki temu, iż udał on chęć współpracy z okupantem, wykonanie wyroku zostało wstrzymane.
Niemcy zaufali mu i zaaranżowali jego ucieczkę na wiosnę 1943 r. Lucjan Cylkowski nie zamierzając podjąć działalności agenturalnej, ukrywał się pod turbiną w elektrowni wodnej Kupferszmidta w Bolszewie. Dzięki jego ostrzeżeniom kilku ważnych członków kierownictwa „Gryfa Pomorskiego” uniknęło aresztowania podczas akcji likwidacyjnej podjętej przez gdańskie Gestapo w nocy z 3 na 4 maja 1943 r. Po 16 dniach od ucieczki Gestapo zorientowało się w podwójnej grze i wydało za Cylkowskim list gończy, wyznaczając nagrodę za jego ujęcie. W marcu 1944, po aresztowaniu oficera łącznikowego Tajnej Organizacji Wojskowej „Gryf Pomorski” trafiły w niemieckie ręce dokumenty wskazujące na miejsce ukrycia się Cylkowskiego, w wyniku czego został on ponownie aresztowany i osadzony w więzieniu w Gdańsku. Aresztowano też właściciela elektrowni, który po przesłuchaniach został zwolniony. Wyjechał z Bolszewa do rodziny w głąb kraju, a powrócił po wojnie. Wielu sąsiadów uważało, że aresztowania członków Gryfa Pomorskiego były wynikiem dobrowolnej bądź wymuszonej torturami współpracy zbiegłego właściciela z Gestapo.
W czerwcu 1944 Cylkowski w złym stanie zdrowia i ze złamaną ręką został osadzony w obozie koncentracyjnym Stutthof. Po podleczeniu w szpitalu obozowym przez dr. Alfonsa Wojewskiego (więźnia), 12 lipca 1944 r. na placu obok krematorium został stracony przez powieszenie. Egzekucję te wspomina inny były więzień KL Stutthof, Lech Duszyński: „Około południa zawezwano Cylkowskiego przed „Schreibstube”, czyli kancelarię obozową. Tknięty złym przeczuciem wyszedłem zobaczyć co się dzieje. Przed „Schreibstube” stała grupa około 10 więźniów w mundurach żołnierzy sowieckich. Wśród nich dostrzegłem Cylkowskiego. Stał blady i bardzo zmieniony. Z daleka dawał mi znaki. Zręcznym ruchem szyi sygnalizował szubienicę. […] Wróciłem do rewiru i zająłem się pracą. Nagle zawołano mnie do ambulatorium, gdzie zebrani byli już ważniejsi więźniowie Rewiru. Wszyscy stali przy oknie. Podszedłem do okna i ujrzałem grupę gestapowców z Gdańska, okrążających szubienicę. Na podwyższeniu, ze stryczkiem na szyi, stał harcmistrz i dowódca Szarych Szeregów Cylkowski. Stał wyprostowany ze związanymi do tyłu rękoma. Wzruszony tym widokiem miałem zamiar opuścić mój punkt obserwacyjny. Zmusiłem się jednak do pozostania na miejscu. Wśród otaczających szubienicę byli jak zwykle Hoppe, Meyer i dr Heidl. Sznur od zapadni tkwił w ręku Rapportführera Chemnitza. Wyrok odczytywał jeden z gestapowców. Po odczytaniu wyroku, na krótko przed śmiercią, Cylkowski krzyknął – „Niech żyje Polska”. […] Po zapadnięciu się pochylni, kiedy ciało skazańca przestało drgać, do zwisającego podszedł dr Heidl. Ujął go za rękę tuż nad przegubem, aby przekonać się o tętnie. Na dany znak zdjęto zwłoki z szubienicy. Przeniesiono je do krematorium, skąd doszedł nas suchy odgłos strzału”.

## Upamiętnienie
Lucjan Cylkowski jest patronem ulicy biegnącej na Kępie Redłowskiej w Gdyni, Szkoły Podstawowej nr 13 w Gdyni oraz 36 Gdyńskiej Drużyny Harcerskiej należącej do Związku Harcerstwa Rzeczypospolitej.